# Edifici Les Amèriques
L'Edifici Les Amèriques és una obra del municipi de l'Arboç protegida com a bé cultural d'interès local.

## Descripció
És un edifici de grans proporcions, compost de tres plantes separades per cornises. Els baixos estan ocupats per una botiga. El pis principal presenta una gran balconada que recorre tota la façana des del carrer Missers al carrer Major i té cinc portes balconeres, totes elles de llinda decorada mitjançant un relleu. El segon pis consta de tres portes balconeres al centre amb la típica balustrada de balustres de pedra. A la banda del carrer Major té una finestra i una altra tapiada al carrer dels Missers. Totes aquestes obertures presenten a la llinda el dibuixos típics de l'edifici. Les golfes consten d'una sèrie d'obertures el·líptiques. És rematat per una barana de pedra i a la zona del xamfrà s'alça la figura de Cristòfol Colom, situat entre dos pinacles.

## Història
L'edifici abans que tingués les característiques actuals fou ocupat pel sabater Sagal que es traslladà des de l'edifici de "la confiança", en el mateix carrer Major. "Les Amèriques" fou inaugurat el 1923 per Marcel·lí Jané, qui exercí com a venedor ambulant fins a l'any 1936. L'edifici fou construït de nova planta. En l'any 1951 es col·locà a la part superior l'estàtua de Colom, feta de fusta de caoba, la qual constitueix una maqueta exacta a escala més petita del Colom de Barcelona. La maqueta, feta per Rafael Atché, era en un principi del Sr. Gener i Batet, propietari del Palau Gener, el qual l'exposà en la cúpula dels "Tabacs Gener" en la I Exposició del 1888 a Barcelona. En ser venuda la casa als salesians, la imatge passà al seu propietari actual. Consta que durant la Guerra el rojos li van tallar el dit índex amb la qual senyalava a Amèrica. D'aquesta manera tan sols li quedava el puny, signe socialista. Aleshores el rojos exclamaven: "Ara ja ets dels nostres".